# Joe Morris (Gitarrist)
Joe Morris (* 13. September 1955 in New Haven, Connecticut) ist ein US-amerikanischer Musiker (Gitarre, Kontrabass) des Creative Jazz und der neuen Improvisationsmusik.

## Leben
Joe Morris lernte zunächst Trompete, bevor er 1969 auf die Gitarre wechselte und zunächst im Rockbereich spielte. Er weitete dann seine Interessen auf Free Jazz und Neue Musik. 1975 wendete er sich der Improvisationsmusik zu. Er begann seine Profikarriere in der Gegend um Boston, wo er nach ersten Gastspielen in Belgien und Holland Mitglied der Boston Improvisers’ Group war. Ein früher Mentor und Partner war der Pianist Lowell Davidson. Er spielte in Boston auch mit Billy Bang, Andrew Cyrille, Peter Kowald, Joe McPhee, Malcolm Goldstein, Samm Bennett, Butch Morris und Thurman Barker. Zwischen 1987 und 1989 lebte er in New York City, wo er mit seinem Trio auch in der Knitting Factory auftrat.
Seit 1981 nahm er auf seinem eigenen Riti-Label eine Reihe von Alben auf. 1995 spielte er im Studio (Three Men Walking) und auf einer anschließenden Tournee mit Joe Maneri und Mat Maneri in Europa, wobei das Album Out Right Now für HatHut Records aufgenommen wurde. Weitere Platten erschienen auch bei Soul Note, Leo Records, Knitting Factory, OmniTone und AUM Fidelity. Dort trat er zum Teil als Solist hervor, wie bei dem Album Singularity von 2000, oder improvisiert mit Musikern wie dem Violaspieler Mat Maneri, dem Klarinettisten Ken Vandermark und dem Bassisten Chris Lightcap begleitet. Joe Morris arbeitete außerdem mit William Parker (Universal Tonality, 2002), Whit Dickey, Rob Brown, Karen Borca, Eugene Chadbourne, Susie Ibarra oder Hamid Drake zusammen. 
Zu hören ist Morris auch auf Dennis González’ Album No Photograph Available (2006). Als Bassist nahm er mit seinem Bass Quartet aus Taylor Ho Bynum, Allan Chase und Luther Gray 2007 das Album High Definition auf, mit  Daniel Levin dessen Quartett-Album Blurry (Hatology, 2007). Bei den Donaueschinger Musiktagen 2022 trat er im Trio mit der Bratschistin Melanie Dyer und der Cellistin Tomeka Reid auf und wirkte auch bei Ivo Perelmans Seven Skies Orchestra (2023) mit.
Morris’ Gitarrenspiel ist stark von Derek Bailey beeinflusst, bezieht aber auch Elemente traditioneller afrikanischer Musik mit ein und verarbeitet Einflüsse von Avantgardemusikern wie den Saxophonisten Eric Dolphy und Jimmy Lyons. Als Nebeninstrumente spielt Morris auch Banjo und Banjolele sowie Schlagzeug.

## Diskographische Hinweise
- Graffiti in Two Parts (RogueArt, 1985, ed. 2012), mit Lowell Davidson, Malcolm Goldstein, Butch Morris
- No Vertigo (Leo, 1995) solo
- Antennae (AUM Fidelity, 1997)
- Deep Telling (Okka Disk, 1998)
- A Cloud of Black Birds (AUM Fidelity, 1998)
- Many Rings (Knitting Factory, 1999)
- Underthru (OmniTone, 1999)
- Soul Search (AUM Fidelity, 1999)
- At the Old Office (Knitting Factory, 1999)
- Singularity (AUM Fidelity, 2000)
- Age of Everything (Riti, 2002)
- Beautiful Existence (Clean Feed, 2004)
- High Definition (HatOLOGY, 2007)
- Joe Morris, Ken Vandermark & Luther Gray: Rebus (Clean Feed, 2007)
- Joe Morris / Barre Phillips: Elm City Duets (clean Feed, 2008)
- Today on Earth (AUM Fidelity 2009)
- Joe Morris / John Voigt / Tom Plsek: The Graphic Scores of Lowell Skinner Davidson (Riti, 2009)
- Sensor (NoBusiness Records 2010; Kontrabass solo)
- Marshall Allen / Matthew Shipp / Joe Morris: Night Logic (RogueArt, 2010)
- Ambrosia (Riti, 2011) mit Agustí Fernández
- Altitude (AUM Fidelity, 2012) mit William Parker, Gerald Cleaver
- Mess Hall (Hatology, 2014)
- Joe Morris & Jamie Saft: Plymouth (RareNose, 2014) mit Chris Lightcap, Gerald Cleaver, Mary Halvorson
- Joe Morris/Daniel Levin: Live in Riga (2017)
- Mary Halvorson / Joe Morris: Traversing Orbits (RogueArt, 2018)
- Tomeka Reid / Kyoko Kitamura / Taylor Ho Bynum / Joe Morris: Geometry of Caves (Relative Pitch, 2024)
- Ivo Perelman mit Matthew Shipp & Joe Morris: Shamanism (2020)
- Joe Morris, Jeb Bishop, Nate McBride: Tells or Terrier (2023)
- Flow Trio & Joe McPhee: Winter Garden (2021)
- Ivo Perelman, Ray Anderson, Joe Morris, Reggie Nicholson: Molten Gold (Fundacja Słuchaj, 2023)
- Reid, Kitamura, Bynum & Morris: Geometry of Phenomena (2024)
- Larry Ochs, Joe Morris & Charles Downs: Every Day: All the Way (ESP-Disk, 2025)

## Schriften
- Perpetual Frontier: The Properties of Free Music 2012; ISBN 978-0-9859810-0-6